# Sekwencjonowanie DNA
Sekwencjonowanie DNA – technika odczytywania sekwencji, czyli kolejności par nukleotydowych w cząsteczce DNA.
Sekwencjonowanie dokonuje się obecnie głównie za pomocą zautomatyzowanych sekwenatorów. Manualne sekwencjonowanie stosuje się przy opracowywaniu nowatorskich metod, w niektórych laboratoriach dla krótkich fragmentów lub podczas ćwiczeń.
- Przykład sekwencji DNA (początek operonu laktozowego E. coli z GenBank):

```
GACACCATCGAATGGCGCAAAACCTTTCGCGGTATGGCATGATAGCGCCCGGAAGAGAGTCAATTCAGGG
```

gdzie: A – deoksyadenozyna; C – deoksycytydyna; G – deoksyguanozyna; T – tymidyna.

## Metody historyczne

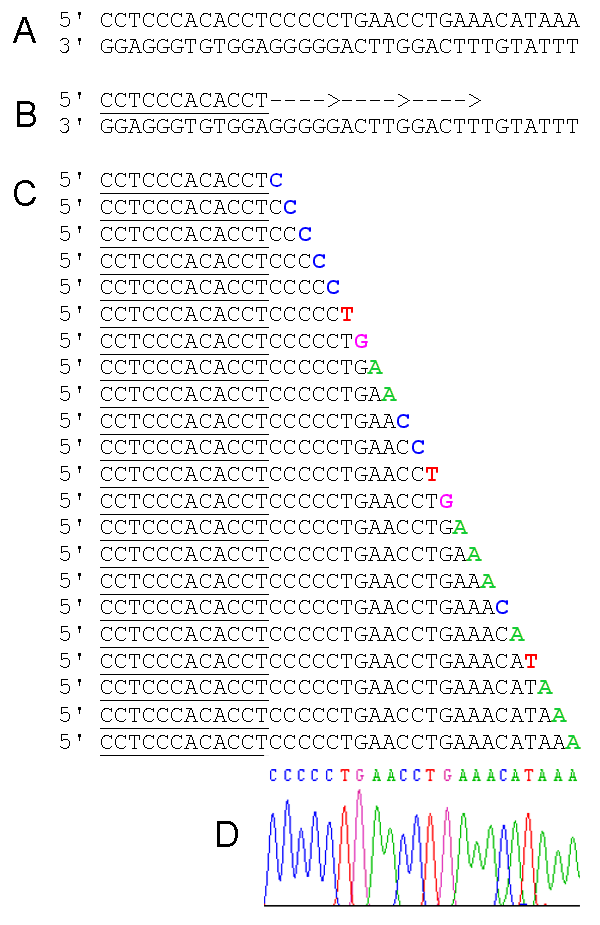
Sekwencjonowania DNA metodą Sangera z użyciem znakowanych dideoksynukleotydów
A – przykładowa sekwencja DNA
B – przyłączenie startowego oligonukleotydu do nici matrycowej i kierunek syntezy DNA
C – produkty syntezy DNA, zakończone fluorescencyjnie znakowanymi dideoksynukleotydami (kolorowe litery)
D – elektroforegram rozdziału otrzymanej mieszaniny fragmentów w elektroforezie kapilarnej wraz z zidentyfikowaną sekwencją (powyżej)

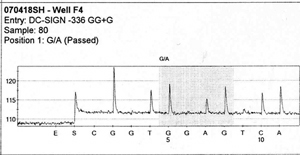
Przykładowy pirogram uzyskany z pirosekwencjonowania

Historyczną już i wypieraną metodą jest opracowana w 1977 r. metoda Sangera, oparta na syntezie DNA przez polimerazę DNA in vitro. Do reakcji dodaje się niewielką ilość trifosforanów dideoksynukleotydów (ddNTP), które są wbudowywane w DNA, ale ich dołączenie uniemożliwia dalsze wydłużanie nici. W ten sposób otrzymuje się fragmenty DNA o różnej długości zakończone specyficznym nukleotydem. Produkty reakcji rozdziela się elektroforetycznie, co powoduje ich segregację pod względem wielkości.
Autorem alternatywnej metody sekwencjonowania DNA, z wykorzystaniem specyficznej, chemicznej degradacji DNA, byli Walter Gilbert i Allan Maxam (metoda Maxama-Gilberta). Gilbert wraz z Frederickiem Sangerem otrzymali za to osiągnięcie nagrodę Nobla w dziedzinie chemii. Metoda Maxama-Gilberta obecnie jest rzadko stosowana.

## Metody współczesne
Obecnie odczyt sekwencji w metodzie Sangera został zautomatyzowany dzięki wykorzystaniu znakowanych fluorescencyjnie trifosforanów dideoksynukleotydów i pozwala na odczyt 300–1000 par zasad z jednej kapilary lub linii na żelu.
Nowoczesne (2013) aparaty do sekwencjonowania DNA są w stanie pracować z szybkością rzędu milionów par zasad dziennie. Tranzystory polowe DNA umożliwiają użycie natywnego DNA w hybrydyzacji do mikromacierzy i odczyt w czasie rzeczywistym.
W 2006 roku organizacja X PRIZE Foundation ogłosiła Archon Genomics X PRIZE – konkurs z nagrodą w wysokości 10 mln dolarów za zsekwencjonowanie 100 genomów ludzkich w ciągu 10 dni. Jednakże w 2013 roku konkurs anulowano z powodu szybkości, z jaką rozwijała się technologia sekwencjonowania, na co większego wpływu nie miała potencjalna nagroda. Pierwsze sekwencjonowanie genomu człowieka zajęło wiele lat (zob. Projekt poznania ludzkiego genomu).
Nowoczesne metody sekwencjonowania DNA są na tyle tanie, iż setki tysięcy osób zapłaciły za zbadanie swojego DNA i wzięły udział w Projekcie Genograficznym. Ta względna taniość umożliwiła również rozwój m.in. genetyki genealogicznej oraz wielu rodzajów badań testujących obecność mutacji.

## Metody rozwojowe
- pirosekwencjonowanie; jego wersja "sekwencjonowanie 454" pozwala odczytać 300 MBp na dzień w jednej maszynie. Metoda ta jest szczególnie przydatna do sekwencjonowania aDNA.
- bezpośredniego odczytu[potrzebny przypis]:
  - nanosekwencjonowanie. Przesuwająca się cząsteczka DNA poprzez centrum aktywne modyfikowanych polimeraz jest odczytywana bezpośrednio. W roku 2006 szybkość takiego odczytu wynosiła 1 MBp/s dla pojedynczego nanometrowego czujnika[7].
  - mikroskopowe

## Historia rozwoju metod sekwencjonowania DNA
- 1953 – opracowanie modelu podwójnej helisy DNA przez Jamesa Watsona i Francisa Cricka
- 1972 – opracowanie sposobów izolacji materiału do dalszych badań. Rozwój technologii rekombinacji umożliwiający izolację dowolnych fragmentów DNA i ich replikację.
- 1977 – Allan Maxam i Walter Gilbert ogłaszają publikację pt. Sekwencjonowanie DNA przez chemiczną degradację. W tym samym czasie Sanger opublikował też metodę sekwencjonowania DNA przez syntezę katalizowaną enzymatycznie.
- 1980 – Fred Sanger i Walter Gilbert otrzymali nagrodę Nobla
- 1982 – utworzono Genbank – publicznie dostępną bazę danych sekwencji DNA
  - Andre Marion i Samuel Eletr utworzyli firmę Applied Biosystems, która w tym okresie zdominowała automatyczne sekwencjonowanie DNA
- 1982 – Akiyoshi Wada zbudował roboty sekwencyjne dla firmy Hitachi.
- 1984 – badacze z MRC odczytali kompletną sekwencję wirusa Epstein-Barr, 170 kb.
- 1997 – zsekwencjonowano 5Mb genom bakterii Escherichia coli.
- 2001, 15 lutego – Konsorcjum HUGO opublikowało sekwencję genomu ludzkiego w Nature.
- 2001, 16 lutego – firma Celera Genomics opublikowała sekwencję genomu ludzkiego w Science.